# Mesabolivar eberhardi
Mesabolivar eberhardi är en spindelart som beskrevs av Huber 2000. Mesabolivar eberhardi ingår i släktet Mesabolivar och familjen dallerspindlar. Inga underarter finns listade i Catalogue of Life.